# Charles-Constantin Audé de Sion
Pour les articles homonymes, voir Audé.
Charles-Constantin Audé de Sion, né le 26 avril 1794 à Varsovie et mort le 5 mai 1858 (calendrier julien) à Saint-Pétersbourg, est un militaire russe d'origine française ayant combattu durant les guerres napoléoniennes, major et aide de camp du Tsar.

## Biographie
Charles-Constantin est le fils du général Charles Marie Joseph Joachim Audé de Sion.
Il prend part aux batailles de la Moskova, d'Arcis-sur-Aube, de Fère-Champenoise, et de Paris.
Il est major au régiment de Brest (infanterie), premier aide de camp du lieutenant général d'Auvray commandant le corps d'armées détaché en Lituanie.

## Distinctions
- Chevalier de la légion d'honneur en 1814.
- Ordre de Sainte-Anne, 4e classe.
- Ordre de Saint-Vladimir, 4e classe.

## Sources
- « Cote LH/70/22 », base Léonore, ministère français de la Culture